# دزمتري أساناو
دزمتري أساناو (بالروسية: Асанов, Дмитрий Сергеевич)‏ (مواليد 18 مايو 1996) هو ملاكم بيلاروسي، مثّل بلاده في الألعاب الأولمبية الصيفية 2016.

## روابط خارجية
دزمتري أساناو على موقع بوكس ريك (الإنجليزية) (registration required)
- دزمتري أساناو على موقع اللجنة الأولمبية الدولية (الإنجليزية)
- دزمتري أساناو على موقع أوليمبيديا (الإنجليزية)